# طريق تركي الأول
طريق تركي الأول شمال غرب الرياض يمتد من أقصى شمالها الغربي مما فوق الدرعية شمالا، وينتهي في غرب المدينة أمام مبنى بلدية المعذر ومقر دول مجلس التعاون. كان هذا الطريق يسمى سابقا في المخططات المعتمدة بطريق النجاح ومن ثم سمي بهذا الاسم نسبة إلى تركي الأول آل سعود، بكر الملك عبد العزيز الذي توفي مبكرا قبل اعتلاء الحكم، وسمي بالأول لوجود شقيق له بنفس الاسم وله شارع مسمى باسم شارع الأمير تركي الثاني آل سعود، وهو شارع يتفرع من طريق التخصصي وشهد سنة 2002 تفجيرا أودى بحياة شخص غربي.
يسمى هذا الشارع كذلك باسم شهير آخر وهو شارع الستين، نسبة إلى عادة يزاولها أهل العقار المحليين وفي المملكة كذلك وهي تسمية الشارع نسبة إلى عرضه بالأمتار بغية التيسير وتجنب الخلط.
يقع على شارع تركي الأول عدد من معالم الرياض الكبيرة ومنها:
- جامع الحكمة والذي يؤمه القارئ سلطان العمري والخطيب الشيخ: سعد الخثلان - عضو هيئة كبار العلماء - بالمملكة العربية السعودية
- جامعة الملك سعود
- وادي الرياض للتقنية
- هيئة المواصفات والمقاييس
- جامعة الملك للبنات المزمع إنشاؤها
- مدينة الملك عبد العزيز للعلوم والتقنية
- مؤسسة الملك عبد العزيز ورجاله لرعاية الموهوبين
- مستشفى الملك فيصل التخصصي
- مدينة الرياض للإتصالات
- جامع الملك خالد الذي أمّه عادل الكلباني إمام الحرم الحالي لمدة ربع قرن وهو أزحم مساجد الرياض في ليالي رمضان
- مركز جيان التسويقي
- قصر الملك فيصل
- منازل عدد من كبار رجالات الدولة والأثرياء

يضم الشارع عددا كبيرا من الإشارات المرورية يتجاوز عددها العشر، ويخلو تماما من الدوارات المرورية والشارع ليس طريقا سريعا والسرعة فيه محدودة بسرعة 80 كم لكل ساعة.